# Nils Karlsson
Pour les articles homonymes, voir Karlsson.
Nils Karlsson, surnommé Mora-Nisse, né le 25 juin 1917 à Mora, Dalécarlie, mort le 16 juin 2012, est un fondeur suédois. Il remporte le titre olympique du cinquante kilomètres des Jeux de 1958 à Saint-Moritz et la médaille de bronze des championnats du monde de 1950 à Lake Placid sur la même distance.

## Biographie
Il a gagné la médaille d'or en ski de fond 50 km aux Jeux olympiques d'hiver de 1948 à Saint-Moritz en Suisse. Il a aussi gagné la médaille de bronze aux Championnats du monde de ski nordique 1950 à Lake Placid aux États-Unis. Il prend part en 1952 aux Jeux olympiques à Oslo, où il se classe cinquième et sixième.
Il totalise aussi 37 médailles d'or au championnat national suédois, dont 17 dans des compétitions individuelles.
Il a gagné la Vasaloppet neuf fois (en 1943, 1945, 1946, 1947, 1948, 1949, 1950, 1951 et 1953). Karlsson a aussi gagné deux fois (en 1947 et 1951) le Festival de ski de Holmenkollen sur cinquante kilomètres.
De par son succès en ski de fond, Karlsson a été récompensé de la médaille de Holmenkollen en 1952, médaille qu'il partage avec Stein Eriksen, Torbjørn Falkanger, et Heikki Hasu.
Huit ans plus tôt, en 1944, Karlsson reçu la Médaille d'or Svenska Dagbladet.
Karlsson a beaucoup aidé la Vasaloppet, tout d'abord par ses victoires nombreuses. Ensuite, avec l'aide du commentateur sportif de radio Sven Jerring, il fait de la Vasaloppet une course connue dans toute la Suède.
Après sa carrière sportive, il participa à l'administration de la Vasaloppet, à la fois comme directeur et chef de course. Il reste populaire et une route à Mora est nommée à son nom.

## Palmarès

### Jeux olympiques
| Épreuve / Édition | St-Moritz 1948 | Oslo 1952 |
| 18 km             | 5e             | 5e        |
| 50 km             | Or             | 6e        |

### Championnats du monde
| Épreuve / Édition | Lake Placid 1950 |
| 50 km             | Bronze           |